# Бондарево
Бондарево (на руски: Бондарево) е село в Кантемировски район на Воронежка област на Русия. Разположено е на 38 km от районния център Кантемировка.
Административен център на селището от селски тип Бондаревское, в което освен Бондарево влиза и село Волоконовка.

## География

### Улици
- ул. Базарная,
- ул. Красина,
- ул. Молодёжная,
- ул. Полевая,
- ул. Садовая,
- ул. Солнечная,
- ул. Школьная.

## История
Името си селото получава от фамилията на първооснователя си Бондарев, пристигнал тук от Новобелая (на 12 km на запад).
Каменната Николаевска църква в селото е построена през 1831 г. Към нея възниква енорийско училище. През 1900 г. в селото има около 200 къщи, живеят над 1500 души, има училище, сграда на местното управление, няколко магазинчета и механа.
През пролетта на 1918 г. в селото е установена съветска власт. В годините на колективизация възниква колхоз, в днешно време преобразуван в дружество с ограничена отговорност на име „Лъч“.
В центъра на селото има братска могила – тук са погребани 15 червеноармейци от различни части на 6-а армия на Воронежкия фронт. На могилата е поставена скулптурна група.
По данни от 1995 г., в селото има 350 къщи и 935 жители, селски клуб, училище и магазин.

## Население
| 1900 | 1995 | 2010 |
| ---- | ---- | ---- |
| 1500 | 935  | 808  |

## Бондарево в съвременността
През 2013 г. в селото е открит маслопереработвателен цех, на 25 август 2014 г. – нов фелдшерско-акушерски пункт, а през ноември 2015 г. отново започва работа местната мандра. По това време е обновено и пътното покритие в центъра на селото.

## Известни личности
- Александра Буванова (1924 – 2017) – съветски акушер-гинеколог, главен лекар на родилно отделение в болница №1 в град Чимкент, Герой на социалистическия труд (1969 г.).

## Фотогалерия
- Маслопереработвателен цех
- Мандра
- Фелдшерско-акушерски пункт